# Fernando Girão
Fernando António Girão Freitas (São Paulo, Brasil, 14 de outubro de 1951) é um músico, cantor e treinador de futebol luso-brasileiro.

## Biografia
Nasceu em São Paulo, filho da cantora brasileira cabocla Maria Girão e do guitarrista português Fernando de Freitas (o seu background mestiço valeu-lhe a alcunha frequente em Portugal de "o Índio"). Tendo aprendido guitarra clássica com o seu pai, a partir dos 14 anos começa como vocalista de vários grupos de rock no Rio de Janeiro. Aos 17 anos vem para Portugal (onde a partir de então estará radicado) e faz parte dos Pentagono. Pouco tempo depois entra para os Heavy Band que incluía alguns dos melhores músicos portugueses da altura. De 1971 a 1973 foram para Angola onde chegam a editar dois singles ("Beggar Man" e "Your New Motel") através da Valentim de Carvalho. No Brasil fizeram as primeiras partes de Gilberto Gil, Os Mutantes e Hermeto Pascoal, entre outros. A solo editou, ainda em 1972, o single “Engrenagem”.
Esta experiência em terras africanas irá influenciar profundamente a forma de compor e de cantar de Very Nice, o seu nome artístico da altura, sendo essa a base de todo o seu trabalho futuro.
No início de 1975 participa, conjuntamente com Jorge Palma, no Festival RTP da Canção de 1975.
Em 1976 é lançado o single “Brothers of the Sun/Yes I Know”. No ano seguinte é editado o álbum "Discretamente".
Fernando Girão colabora no álbum “Ascensão e Queda” dos Petrus Castrus editado em 1978.
Em 30 de Abril de 1982, "Intelectual do Café" foi o nº1 do top de estreia do programa "Nós Por Cá" (Rádio Renascença) de Rui Pego e António A. Duarte.
É editado o álbum "Contos da Europa Tropical" que inclui os temas "Coleira de Solidão”, “História do Calção”, “Super Dona”, “Quando Tudo Isso Vem”, “Joana (Do Vão da Escada)”, ”Do Outro Lado da Barreira”, “Intelectual de Café” e “Convalescença”.
Em 1987 é editado o álbum "Africana" pela CBS espanhola. O disco "Índio" é editado em 1989.
O disco "Girão Live", gravado ao vivo, é editado em 1991.
Em 1993 é lançado pela Numérica o disco "Outros Fados" que incluir dez temas tradicionais.
Em 1995 é editado o disco "Dias de Amanhã" pela Movieplay. Nesse ano participa nos discos "50% 50%" de Simmons e em "Ad lib(itum): vol. 1" de Laurent Filipe.
Em 1996 é o autor da música do disco "Racismo Não" a favor da AMI e que contou com a participação de muitos artistas portugueses.
O disco "Cantos da Alma é editado em 1998.
O single da Festa da Diversidade (1999) inclui os temas "A terra não é de ninguém" de Fernando Girão e "O Mundo Sem Papel" de Nill Luz. Conta com participação de vários cantores como Sergio Godinho, General D, Maria Viana, Paulino Vieira, Filipe Mukenga, Adelaide Ferreira, entre outros.
"Olhos Nos Olhos" (Ovação, 2000). Participa no disco da campanha desse ano do Pirilampo Mágico.
É um dos cantores convidados do disco "Uma Carreira em Dueto - De Jorge Amado a Pessoa" de Roberto Leal editado em 2003. O tema "O azul dos teus olhos" aparece no disco "A Música da CP LP" editado em 2003.
Ainda em 2003 é editado "Uma Antologia Híbrida" com um livro (84 peças ilustradas) e um CD-ROM (29 peças) com prefácio de Helena Sacadura Cabral, Pedro Abrunhosa e Baptista-Bastos. Fernando Girão leva-nos a percorrer o seu Caminho de Santiago, a ritmos alucinantes, em celebrações da vida e do amor. E nesta viagem as palavras são espada e oração. Estamos perante uma antologia híbrida que reúne poemas e contos escritos pelo autor entre 1993 e 2002.
Regressou aos discos, em 2009, com o álbum "Fado Negro". O disco inclui 12 novos temas, sendo 2 deles dedicado aos seus pais: "Fado Maria Girão" e "Fado Fernando de Freitas".

## Discografia
- Engrenagem/Pequeno Poema (Single, Orfeu, 1972) [Very Nice]
- O Pecado Capital (Single, Zip-Zip, 1975) com [Jorge Palma]
- No Teu Poema/Flor de Verde Pinho (Single, Orfeu, 1976)
- Brothers of the Sun/Yes I Know (Single, TLD, 1976) [Very Nice]
- Discretamente (LP, Imavox, 1977) [Very Nice]
- O Velhinho Moderno/Intelectual de Café (Single, Diapasão, 1982)
- Contos da Europa Tropical (Rádio Triunfo, 1982)
- Africana (LP, CBS, 1987)
- Índio (LP, 1989)
- Girão Live (LP, 1991)
- Outros Fados (Numérica, 1993)
- Dias de Amanhã (Movieplay, 1995)
- Cantos da Alma (CD, 1998)
- Olhos Nos Olhos (CD, Ovação, 2000)
- Antologia Híbrida (Livro+CDRom, Marques Augusto Editor, 2003)
- Fado Negro (CD, Numérica, 2009)
- Brazil a tribute (2CD, Numérica, 2009)
- Axayara (CD,Numérica, 2012)

### Outros
- Racismo Não (1996)
- Festa da Diversidade (1999)
- Pirilampo Mágico 2000 (Ovação, 2000)

## Comentários
"Aquela Máquina!!!", nos finais anos 70, veio dar a conhecer, na altura apelidado de Very Nice, Fernando Girão, uma voz de tremenda presença e de portentosa criatividade." (in Músicos de Jazz Portugueses - 4ª Parte). Em 1974, Fernando Girão cantava o refrão de uma publicidade à Regisconta: "Aquela Máquina!!!" que se tornou numa expressão do dia-a-dia em Portugal.
"Fernando Girão continua a ser a voz que absorveu do jazz a criatividade e a espontaneidade e a imiscuiu com as raízes do Brasil e de África, fruto dos seus antepassados. Tem uma capacidade de improvisação visceral, uma característica que Maria João, veio demonstrar mais tarde." (in Músicos de Jazz Portugueses - 4ª Parte)